# Dan LeFevour
(en) Statistiques sur pro-football-reference
Dan LeFevour (né le 19 mars 1987 à Downers Grove) est un joueur américain de football américain. Il joue actuellement avec les Argonauts de Toronto, évoluant dans la Ligue canadienne de football.

## Enfance
LeFevour joue à la Benet Academy de Lisle, commençant sa carrière au poste de running back. Après la blessure du quarterback titulaire, Dan prend le poste lors du dernier match de la saison et réussit son baptême du feu avec succès. Il devient la star de son équipe et fait partie de l'équipe de la conférence lors de sa dernière saison.

## Carrière

### Université
Le premier trophée de Dan est une victoire au Motor City Bowl en 2006, il est d'ailleurs nommé MVP du match, alors qu'il n'est encore que redshirt freshman. En août 2007, il fait partie d'une liste de trente-cinq joueurs pour le Manning Award. Il reçoit le titre de meilleur joueur de la conférence Mid-American division ouest deux fois consécutive en octobre 2007. À la fin de sa carrière, LeFevour devient le seul joueur de l'histoire de la NCAA avec 12000 yards parcourus grâce à ses passes et 2500 yards sur des courses. Il est deuxième de l'histoire de la NCAA en termes de statistique à l'attaque.

### Professionnelle
Dan LeFevour est sélectionné au sixième tour du draft de la NFL de 2010 par les Bears de Chicago, au 181e choix. Il joue les trois premiers matchs de la pré-saison 2010 et réussit quinze passes sur trente-deux tentées pour 160 yards. Il réussit une passe pour touchdown et se fait intercepter une passe. Il n'est pas gardé dans l'effectif de la saison 2010 et libéré le 4 septembre 2010.
Le lendemain de sa libération, LeFevour signe avec les Bengals de Cincinnati mais ne joue aucun match lors de la saison 2010.
En 2011, son lycée retire le maillot qu'il portait (#11) durant sa carrière lycéenne et devient le premier joueur à recevoir cet honneur. Le 6 septembre, il est libéré à la faveur de Zac Robinson. Le 8 novembre, il signe avec l'équipe d'entraînement des Colts d'Indianapolis. Le 25 novembre, alors qu'il est toujours dans l'équipe d'entraînement, les Jaguars de Jacksonville lui proposent un contrat qu'il accepte. Néanmoins, il ne joue aucun match avec les Jaguars et est libéré de tout contrat le 7 mai 2012.
Le 4 juin 2012, il change de fédération, intégrant l'équipe des Tiger-Cats de Hamilton, jouant en Ligue canadienne de football, rejoignant les quarts-arrières Henry Burris et Quinton Porter. En 2015, il signe avec les Alouettes de Montréal.  En 2016, il signe avec les Argonauts de Toronto pour seconder Ricky Ray.